# Joaquín de Santiyán y Valdivielso
Joaquín de Santiyán y Valdivieso o Joaquín de Santiyán y Valdivielso segons altres fonts (Arce, Piélagos, Cantàbria, 13 de gener de 1733 — Tarragona, 5 de juliol de 1783) fou bisbe d'Urgell i copríncep d'Andorra entre els anys 1772 i 1779 i arquebisbe de Tarragona entre 1779 i 1783.

## Biografia
Joaquín Santiyán i Valdivieso va néixer a Arce (Vall de Piélagos), una localitat de Piélagos de Cantàbria, el 13 de gener de 1733. Era fill de Manuel de Santiyán Velasco Ceballos, tercer senyor del vincle de Santiyán (Arce), i de Manuela de Valdivieso i Sánchez de Tagle (de Santillana). Estudià a Santiago de Compostel·la i posteriorment al Col·legi Major de Sant Bartomeu, de Salamanca. Va ser ordenat sacerdot i el 1772 fou nomenat bisbe d'Urgell. Posteriorment, va ser arquebisbe de Tarragona (1779).
Durant la seva prelatura, Santiyán va tenir un paper destacat com a promotor de la important transformació urbanística que hi va haver a Tarragona. Santiyán destacà per les seves obres arquitectòniques i d'infraestructures, essent conegut com el "arquebisbe urbanista". Va assumir la recuperació de les conduccions de subministrament d'aigua de la ciutat de Tarragona, encarregant a l'arquitecte Joan Antoni Rovira un estudi topogràfic sobre l'estat de conservació de les canalitzacions romanes i les possibilitats de recuperació.
Va morir a Tarragona el 5 de juliol de 1783 i va ser enterrat a la catedral d'aquesta ciutat.
Va escriure diverses obres de temes religiosos, especialment, obres d'oratòria sagrada, entre les quals destaca el "sermón" (1783).